# Kníže Václav

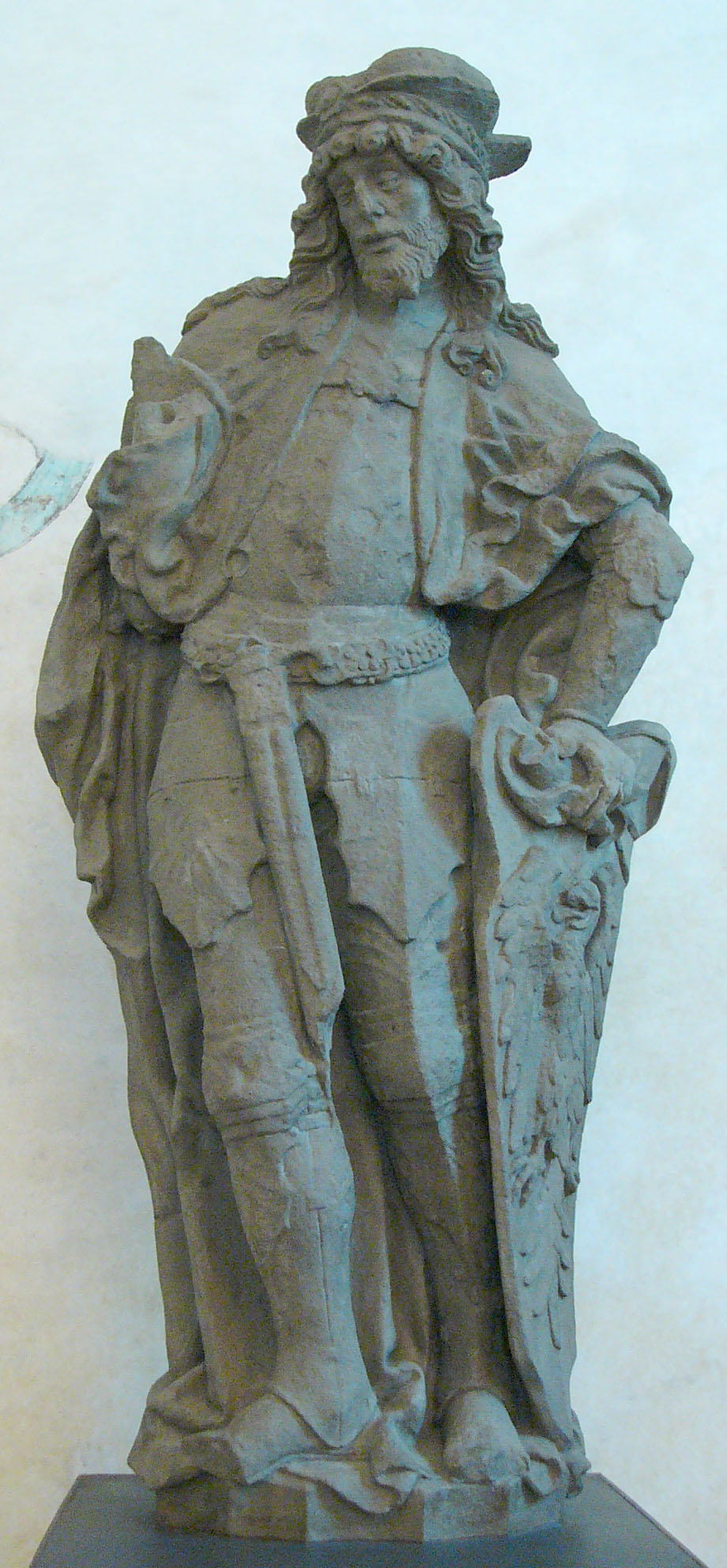
Socha svatého Václava ve Zdíkově paláci v Olomouci.

Kníže Václav je historický román o svatém Václavovi Zuzany Koubkové. Román poprvé vyšel v roce 2005.

## Obsah

### Historické pozadí
Kniha začíná rokem 921, kdy byla zavražděna Václavova babička, svatá Ludmila, na příkaz své snachy Drahomíry na hradě Tetín. V té době je již Drahomíra kněžnou vdovou a zemi spravuje místo svého až příliš mladého syna Václava. Ten se však nakonec přece jen ujme vlády nad zemí a začne pomalu budovat skutečný český stát, v čemž mu později pomáhá i jeho mladší bratr Boleslav. Po několika bojích se saským králem Jindřichem Ptáčníkem je nakonec mezi Václavovým knížectvím a říší uzavřeno příměří, nicméně Václav je povinen odvádět TRIBVTVM PACIS – daň za mír.
V té době se však již v zemi formuje opozice, která by na knížecím stolci viděla raději Václavova bratra, což nakonec vyvrcholí při křtinách Boleslavova prvorozeného syna v Boleslavově Hradišti (dnes Stará Boleslav), kde je hned následujícího dne ráno před branami tamního kostela Václav zavražděn. Podle starých legend (z nichž nejznámější je tzv. Kristiánova legenda) byl svatý Václav zavražděn roku 929 zatímco historikové se domnívají, že se tak stalo až roku 935, ke kterému datu se při psaní své knihy autorka přiklonila.

### Autorská invence
V románu je nám mimo jiné představena Václavova manželka (ačkoliv z pramenů není známo, zda vůbec Václav ženatý byl) a seznamujeme se také i s Biagotou, manželkou Václavova bratra, o níž máme důkazy jen z boleslavových denárů a která je nám autorkou představena jako dcera saského šlechtice (jedna z teorií o jejím skutečném původu). Krom již zmíněných postav román oplývá širokou paletou postav dalších, které byť z velké části smyšlené nebo krom jména z historických pramenů téměř neznámé, barvitě dokreslují dobu i příběh patrona českých zemí.
Na tuto knihu pak volně navazuje další román Zuzany Koubkové, Boleslav - Příběh bratrovraha.

## Existující vydání
- vydání první – Knižní Klub, Praha 2005, 336 s., ISBN 80-242-1299-4
- vydání druhé – Knižní Klub, Praha 2005, 336 s., ISBN 978-80-242-2714-6

| romány Zuzany Koubkové        | romány Zuzany Koubkové          | romány Zuzany Koubkové                  |
| ----------------------------- | ------------------------------- | --------------------------------------- |
| Předchůdce: Rytíř zelené růže | první vydání: 2005 Kníže Václav | Nástupce: Boleslav - Příběh bratrovraha |